# Necolaimus austrogeorgiae
Necolaimus austrogeorgiae är en rundmaskart som beskrevs av Allgen 1959. Necolaimus austrogeorgiae ingår i släktet Necolaimus och familjen Leptolaimidae. Inga underarter finns listade i Catalogue of Life.